# Tourisme en Saône-et-Loire
 (juin 2018).

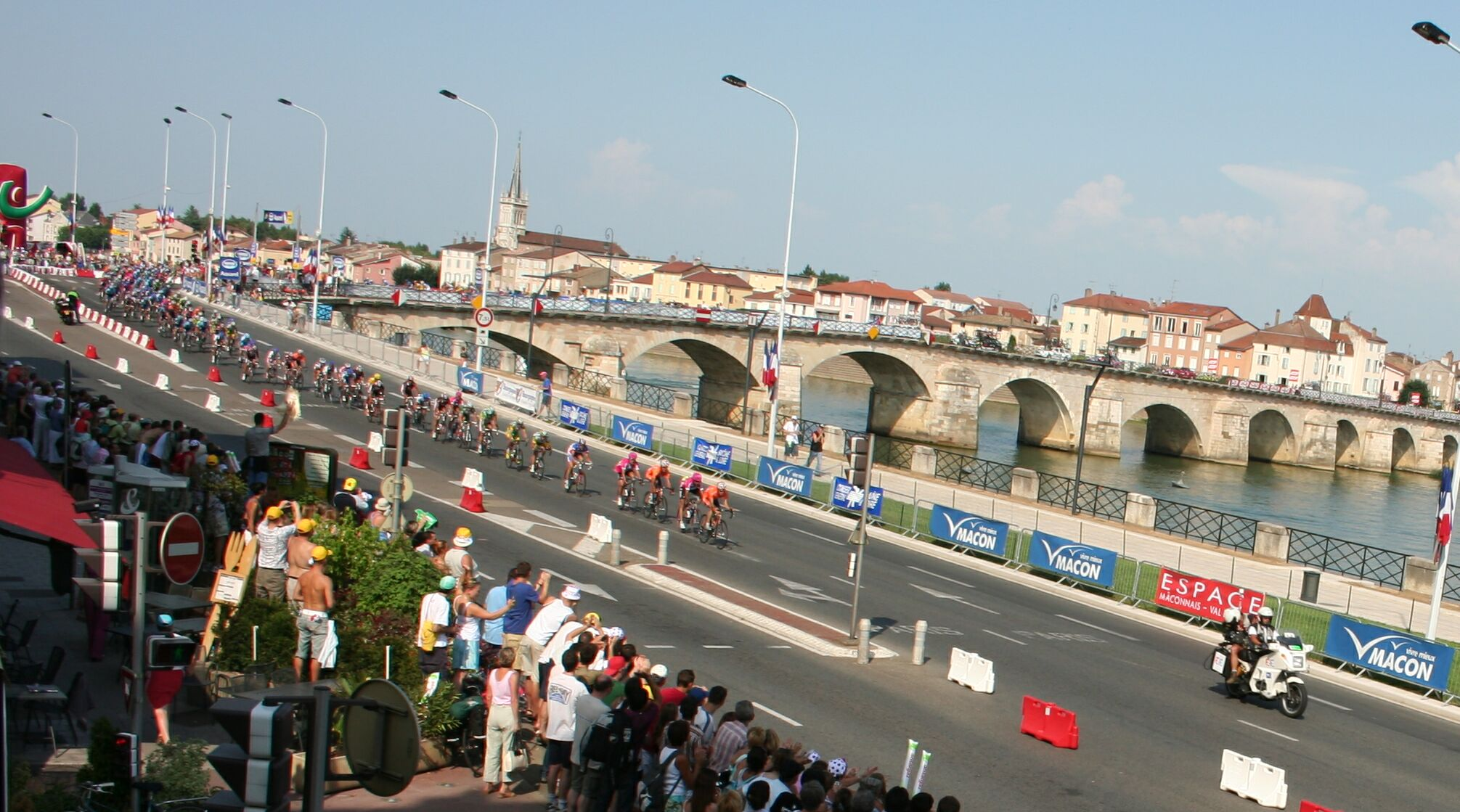
Le peloton du Tour de France à Mâcon

Le département de Saône-et-Loire est l'un des quatre départements de la région Bourgogne, et celui situé le plus au sud.
Le département fonde son activité touristique sur ses paysages variés (plaine de la Bresse, collines du Mâconnais et du Charolais, monts du Morvan), sa gastronomie réputée (vins de Bourgogne, bœuf charolais, poulet de Bresse, etc.), son riche patrimoine (Autun, Bibracte, Cluny, Paray-le-Monial, Brionnais, Chalon-sur-Saône, etc.).

## Les atouts touristiques de la Bourgogne du Sud

### Les sites naturels

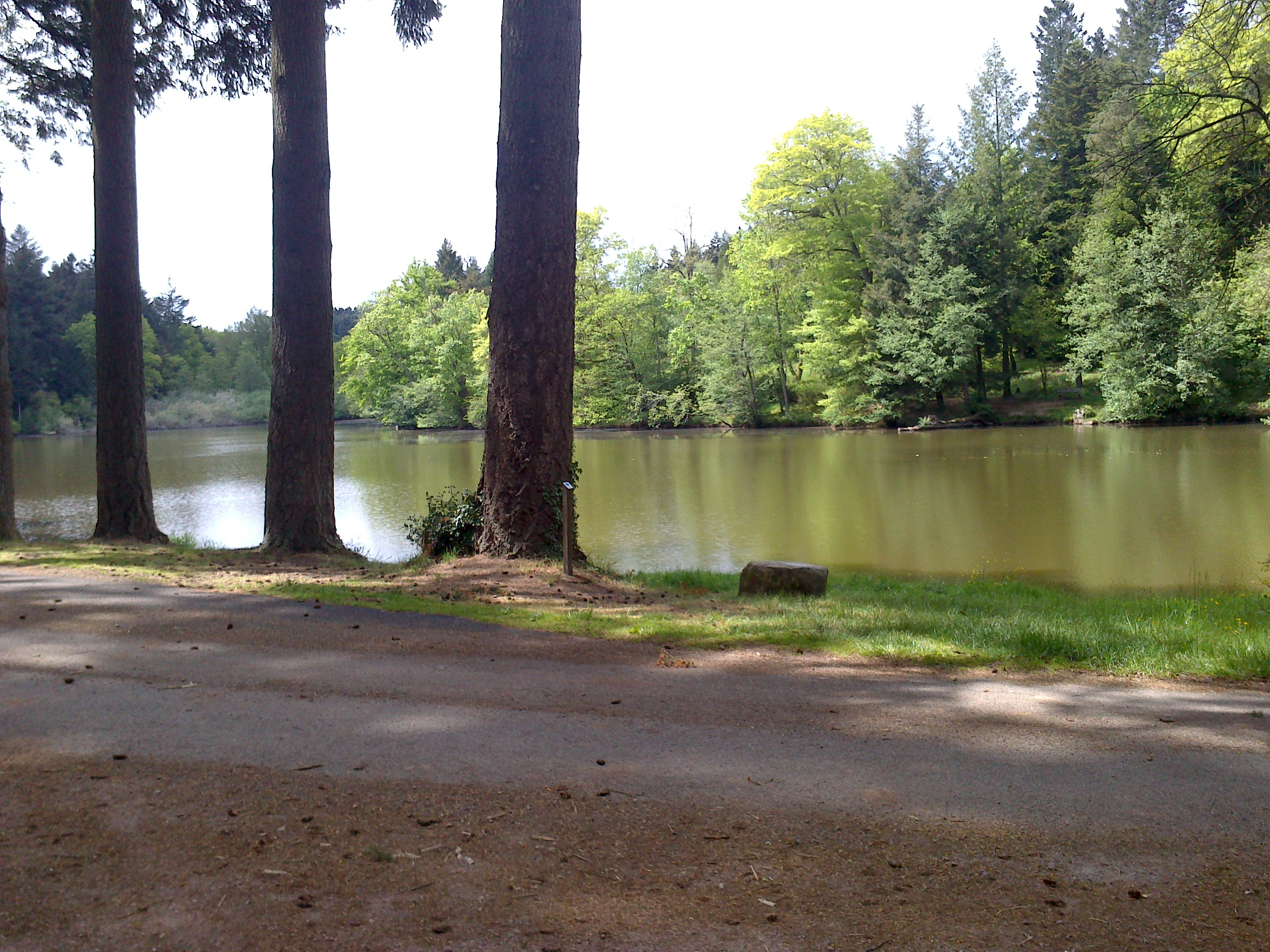
Arboretum de Pézanin

- L'Arboretum Domanial de Pézanin, l'un des plus riches de France, créé en 1903,
- Les grottes d'Azé et de Blanot,
- Le Parc naturel régional du Morvan,
- Le signal d'Uchon (681 mètres d'altitude) ou encore le Mont Saint-Cyr (771 mètres d'altitude),
- La Roche de Solutré, grand site de France.

### Villes et villages à visiter

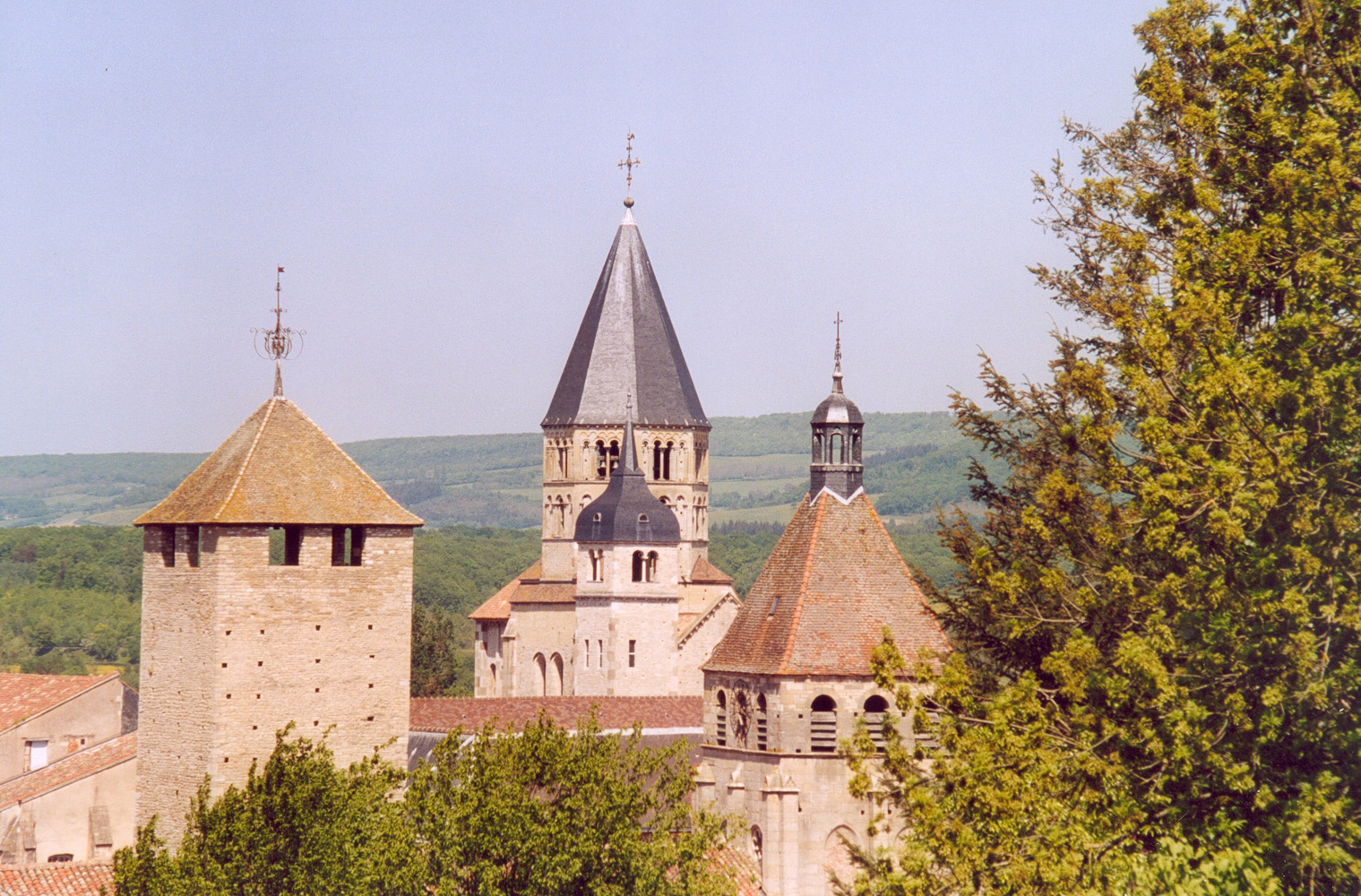
Tours et clochers de Cluny.

- Mâcon, ville en terre de vignobles,
- Chalon-sur-Saône, "Ville d'art et d'histoire"
- Charolles, cité du Téméraire, berceau de la race charolaise et sa Maison du Charolais,
- Autun, porte du Morvan et ville romaine (Augustodunum),
- Berzé-le-Châtel village fortifié autour de son château,
- Brancion, village médiéval,
- Cuisery, Village du livre et Centre Eden
- Louhans, capitale de la Bresse bourguignonne avec sa Grande-Rue
- Cluny, la cité-abbaye
- Dompierre-les-Ormes, la Petite Suisse du Mâconnais.
- Semur-en-Brionnais, site clunisien, village classé parmi les plus beaux villages de France.

### Les châteaux ouverts au public

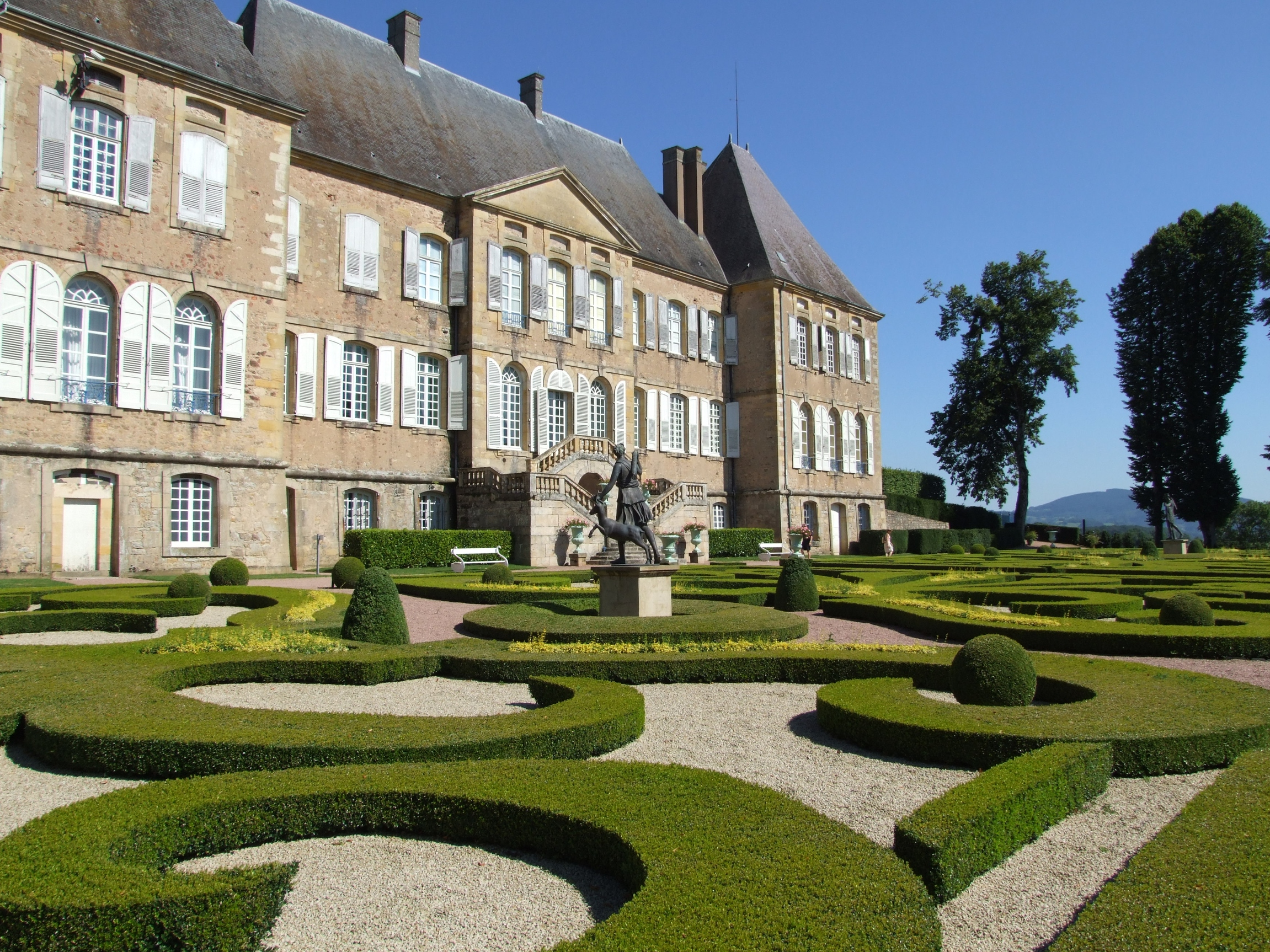
Château de Drée, façade sur jardin

- Château de Sully, appartenant à la famille de Mac Mahon, les ducs de Magenta
- Château de Pierreclos, place forte en Mâconnais
- Château de Cormatin, à deux pas de Cluny, avec son labyrinthe végétal
- Château de Digoine, et son petit théâtre privé à l'italienne du XIXe siècle, en Charolais Brionnais
- Château de Drée, avec ses jardins, en Charolais Brionnais
- Château de Germolles, résidence d'été des ducs de Bourgogne
- Château de Saint-Point, résidence du poète Alphonse de Lamartine
- Château Saint-Hugues, de Semur-en-Brionnais, un des plus anciens château-fort de Bourgogne
- Château de Brancion, propriété du comte de Murard mais géré par une association de bénévoles
- Château de Marguerite de Bourgogne, sur son éperon rocheux, à Couches

### Les musées bénéficiant du label "Musée de France"
- Musée Rolin , Autun (ancienne demeure du chancelier Nicolas Rolin)
- Musée Lapidaire Saint-Nicolas, Autun
- Museum d'Histoire Naturelle Jacques de La Comble,  Autun
- Musée Verger Tarin, Autun, musée consacré à l'ethnologie,
- Musée de la Mine, Blanzy
- Musée Saint-Nazaire, Bourbon-Lancy , Le Musée renferme une belle collection de Sèvres
- Musée Vivant-Denon, Chalon-sur-Saône, archéologie, arts décoratifs, Beaux-Arts et Histoire
- Musée Nicéphore Niepce, Chalon-sur-Saône, histoire de la photographie
- Musée du Prieuré de Charolles, Charolles, histoire de l'art locale, faïence charolaise
- Musée René Davoine, Charolles, sculptures (lié au musée du prieuré)
- Musée d'Art et d'Archéologie, Cluny
- Musée de l'Homme et de l'Industrie - Ecomusée de la Communauté Le Creusot-Monceau-Les-Mines, Château de la Verrerie, Le Creusot
- L'Atelier d'un Journal de Louhans, musée de l'Imprimerie, Louhans
- Musée municipal, Louhans
- Musée des Ursulines, Mâcon
- Musée Lamartine, Mâcon
- Musée de la Tour du Moulin, Marcigny
- Musée Eucharistique du Hiéron, Paray-le-Monial
- Ecomusée de la Bresse Bourguignonne, Château départemental, Pierre-de-Bresse
- Musée Départemental du Compagnonnage, Romanèche-Thorins
- Musée du Terroir, Romenay
- Musée Départemental de Préhistoire de Solutré, Solutré-Pouilly-Vergisson
- Hôtel Dieu - Musée Greuze, Tournus
- Musée Bourguignon -  Perrin de Puycousin, Tournus
- Maison du Blé et du Pain, Verdun-sur-le-Doubs

### Autres Sites touristiques importants

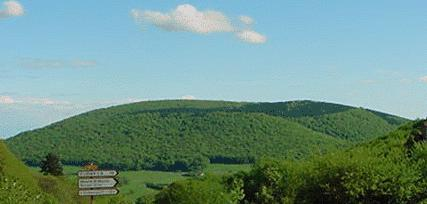
Vue sur le mont Beuvray

- Le Lab 71 (ancienne Galerie Européenne de la Forêt et du Bois) à Dompierre-les-Ormes,
- L'Abbaye de Cluny, et les Haras de Cluny,
- L'abbaye Saint-Philibert et l'église Sainte-Madeleine de Tournus
- La cathédrale Saint-Lazare d'Autun
- La basilique du Sacré-Coeur de Paray-le-Monial
- La collégiale romane Saint-Hilaire de Semur-en-Brionnais
- L'église Notre-Dame-de-l'Assomption à Anzy-le-Duc
- L'église de Blanot
- L'église Saint-Pierre de Brancion
- L'église Saint-Marcel à Iguerande
- La chapelle des Moines à Berzé-la-Ville
- la communauté de Taizé,
- L'Oppidum de Bibracte, grand site de France, site gaulois sur le Mont Beuvray et musée à Saint-Léger-sous-Beuvray
- De nombreuses voies vertes et véloroutes (EuroVelo 6)[1]
- La route historique des ducs de Bourgogne, la route des châteaux en Bourgogne du sud, les chemins du Roman, la route Lamartine
- Le hameau Dubœuf, à Romanèche-Thorins
- Touroparc Zoo à Romanèches-Thorens
- Parc des Combes, parc d'attractions au Creusot
- La Maison du charolais à Charolles
- La Maison de l'agriculture bressane à Saint-Germain-du-Bois
- Le musée de la Céramique de Digoin
- L'ObservaLoire de Digoin
- Le pont-canal de Digoin
- L'ancien hôtel-Dieu de Mâcon
- L'ancien hôpital Saint-Laurent  à Chalon-sur-Sâone
- La Grange Rouge à La Chapelle-Naude
- La Maison de Lamartine à Milly-Lamartine
- La Maison de l'invention de la photographie à Saint-Loup-de-Varennes
- La maison d'Ecole à Montceau-les-Mines
- Le musée-école à Saint-Christophe-en-Brionnais
- Le parc de la Verrerie du Creusot
- Le magasin et la fabrique de chocolats Bernard Dufoux à La Clayette
- La Maison des galvachers à Anost
- Le grand marché du lundi de Louhans
- Le marché aux bestiaux à Saint-Christophe-en-Brionnais

### Produits du terroir
- L'escargot de Bourgogne, généralement servi en entrée.
- Les viandes et volailles, vache charolaise et volaille de Bresse.
- Le poulet de Bresse, à la crème et aux morilles, par exemple
- L'andouillette de Mâcon
- Le gratin de queues d'écrevisses
- Les cuisses de grenouille sautées avec une persillade
- Le gâteau de foies blonds (œufs, crème, foies de volaille)
- Les fromages, fabriqués au lait cru comme le chèvre AOP charolais et l'AOC fromage de chèvre mâconnais, on trouve aussi ses petits fromages de chèvre appelés bouton de culotte. On les trouve en vente à la ferme, ou sur les marchés.
- Pour les desserts et confiseries, on trouve la gaufrette mâconnaise, fabriquée exclusivement à Mâcon, le bouchon mâconnais , chocolat au marc de Bourgogne et l'idéal mâconnais[2], le tournusien, gâteau et le greuze émotion, chocolat à Tournus,
- Mâcon, Vignoble du Beaujolais au Sud, et en remontant vers la Côte d'Or tous les  vins de Bourgogne.

### Vins
Mâconnais :

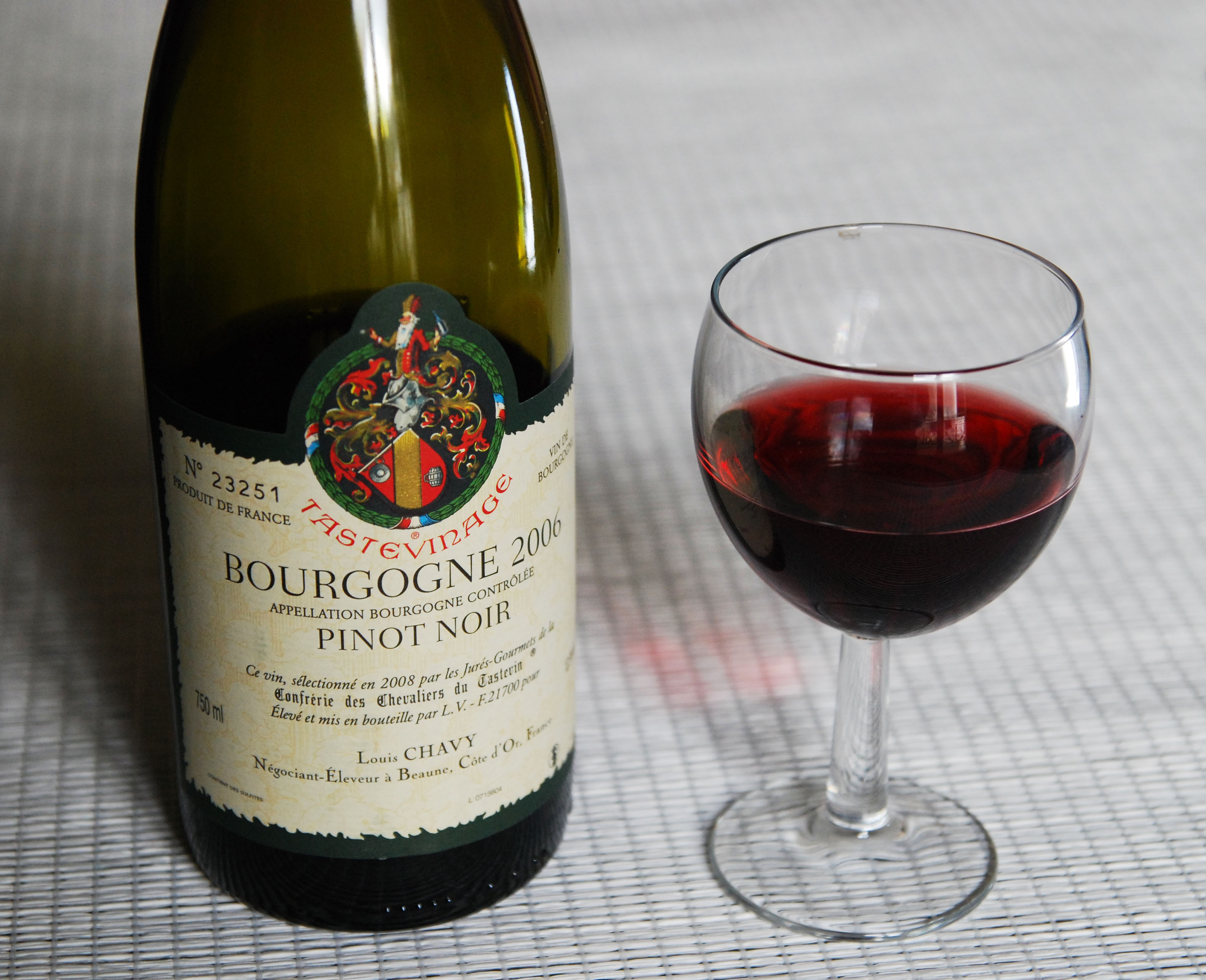
Bouteille et verre de bourgogne rouge

Le vignoble du Mâconnais ou vignoble de Mâcon est une zone de production viticole dans le département de Saône-et-Loire, de Tournus à Mâcon sur une cinquantaine de kilomètres.
Les mâcons désignent par extension les différents vins produits sur la Côte. La production se situe aux alentours de 59 millions de bouteilles par an[réf. souhaitée].
Chalonnais :
La côte chalonnaise est une zone étroite qui se situe dans le département de Saône-et-Loire, au nord et au sud de la ville de Chalon-sur-Saône.
Elle se présente sous la forme d'îlots de vignobles plus ou moins séparés les uns des autres. Il s'étend au nord, de Chagny qui est à la limite avec la côte de Beaune jusqu'au sud, vers Saint-Gengoux-le-National et le vignoble du Mâconnais. Sa superficie est d'environ 4 000 hectares.

### Le tourisme fluvial et le nautisme
La Saône :

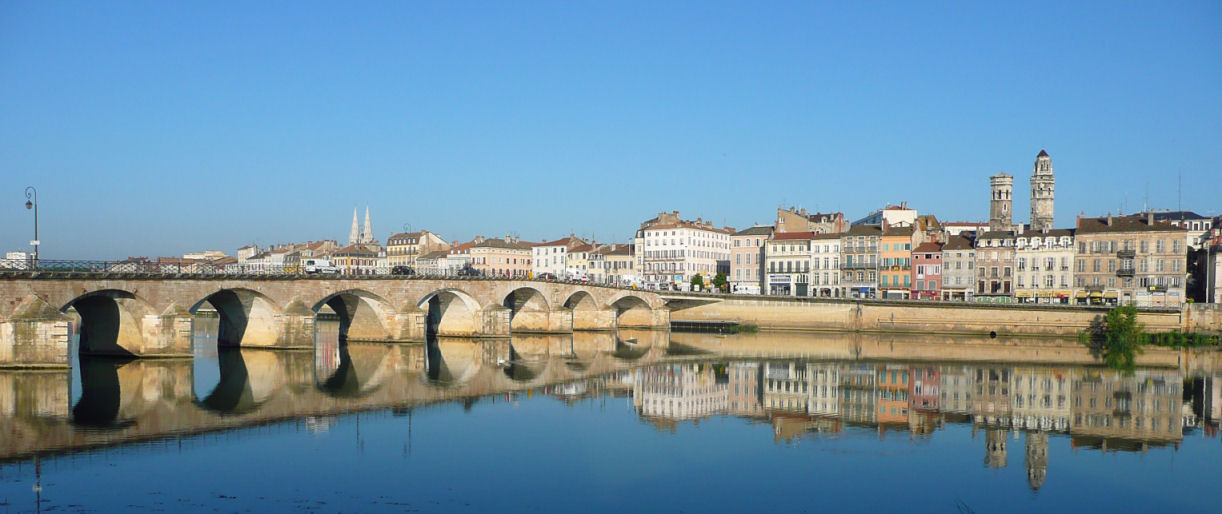
La saône à Mâcon

La Saône est navigable depuis le département de la Haute-Saône, jusqu'à Lyon, où elle se confond avec le Rhône. De nombreux aménagements ont été effectués pour permettre le développement du tourisme fluvial, comme le port de plaisance de Mâcon porté à une capacité de 420 anneaux
La Loire : 
La Loire borde aussi le département à l'ouest en passant par la ville de Digoin.
La Seille :
Navigable sur 39 km depuis Louhans jusqu'à la Saône, la Seille est une rivière pour des croisières fluviales.
Les canaux :
- le canal du centre
- le canal latéral à la Loire

Les lacs pour le nautisme à voile : 
- le lac de la Sorme, près de Montceau-les-Mines
- le lac de Torcy, près du Creusot

### Tourisme et handicap
Certains lieux touristiques ont été tout spécialement aménagés pour l'accessibilité aux personnes handicapées, quel que soit leur handicap. C'est le cas du Lab 71, de l'Arboretum de Pézanin (pour son circuit autour du lac), ou encore le musée de la préhistoire de Solutré.

## Les évènements

### Les gros marchés

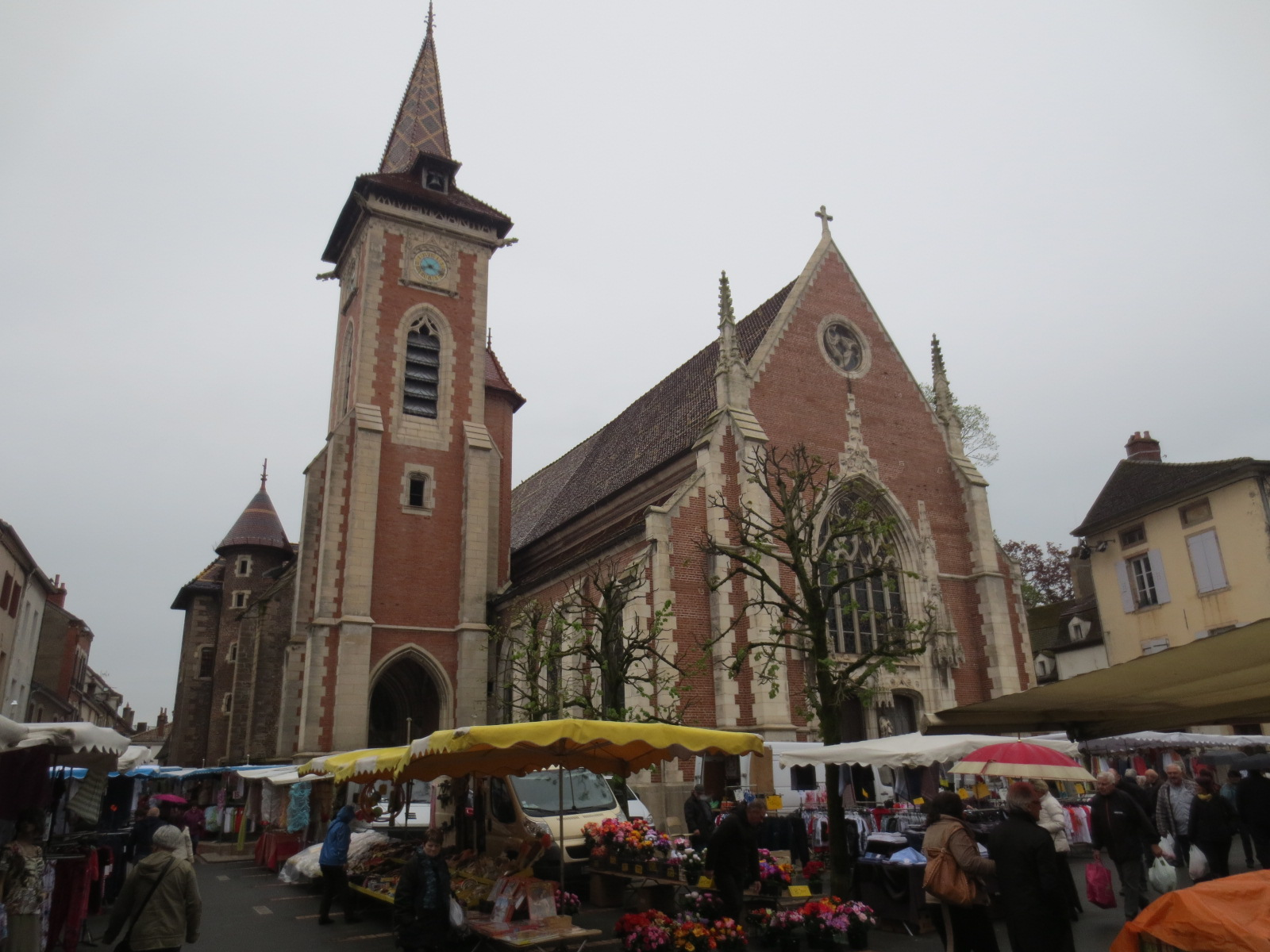
Le marché de Louhans

- Marché de Louhans, (lundi) au cœur de la Bresse.
- Marché de Marcigny (lundi matin), tradition depuis 1266 en Charolais-Brionnais.
- Marché de Montceau-les-Mines (mardi et samedi)
- Marché d'Autun (mercredi et vendredi)
- Marché de Gueugnon (jeudi)
- Marché de Chalon-sur-Saône (vendredi), tradition vieille de 1200 ans.
- Marché de Tournus (samedi)
- Marché de Cluny (samedi)
- Marché de Chagny (dimanche)

### Marchés exceptionnels et foires
- Les nombreux marchés de Noël (Ciel, Chalon-sur-Saône, Loisy, Le Creusot, L'Abergement-Sainte-Colombe, Mâcon, Matour, Oudry, Rancy, Saint-Germain-du-Bois, Saint-Germain-du-Plain, Simandre, Thurey)
- Les Foires à thème : Foire aux vins à Dompierre-les-Ormes, Foire aux Dindes à Marcigny, Marché du livre à Cuisery, Fête du Pot-au-Feu de Saint-Christophe-en-Brionnais, etc.
- Le marché aux bovins  de Saint-Christophe-en-Brionnais , concours de bovins charolais à Charolles, concours de volailles "Les Quatre Glorieuses" de Louhans
- Les marchés et fêtes des potiers à Cluny, à Pierre-de-Bourgogne
- Les marchés d'été : Cluny, Dompierre-les-Ormes

### Festivals et festivités
- Jazz in Trivy, avec les Nuits musicales de Trivy,
- Jazz à Couches
- Jazzcampus en Clunisois,
- Blues en Bourgogne au Creusot
- L'Embarcadère de Montceau-les-Mines
- Festival Tango, Swing et Bretelles de Montceau-les-Mines
- Le Creusot Festival
- L'Arc Scène nationale du Creusot
- Chalon dans la rue, théâtre de rue, Montgolfiades et le Carnaval à Chalon-sur-Saône,
- Festival des spectacles vivants à Lournand
- Ciné-Pause, festival de cinéma à Donzy-le-National et à La Vineuse
- Biennale d'art contemporain  de Marcigny
- Marcynéma, rencontres cinématographiques à Marcigny
- Les Francos Gourmandes et Tournus Passion à Tournus,
- Musique en Morvan à Autun
- Festival Musiques en voûtes, musique de chambre dans les églises romanes
- L'Eté frappé de Mâcon
- Symphonies d'automne de Mâcon
- Les Musicaves de Givry
- Spectacle historique nocturne: Nuits de la Gargouille à Autun
- Festival Garçon la note à Autun
- Jules César, spectacle son et lumière à Autun
- Journées romaines à Autun
- Ateliers en famille à Autun
- Journées médiévales et Le Tir à l'oiseau de Charolles
- Les Grandes Heures de Cluny
- Festival de musique contemporaine de Cluny
- Musicales en Côte Chalonnaise à Buxy, mi-août.
- Fête du Grand Morvan et de l'accordéon à Saint-Léger-sous-Beuvray
- Fêtes du Sacré-Coeur de Paray-le-Monial
- Autun, "la cathédrale en lumière"
- Son et lumière au château à La Clayette
- Fête du Muguet à La Clayette
- Festival des Mômes en Charolais-Brionnais à La Clayette
- Rendez-vous hippiques de La Clayette
- Les Rendez-vous de Cormatin
- Salon du Livre de Tournus, fin mai ou début juin[5]
- Grand Gala des Arts et Métiers ParisTech de Cluny, fin mai ou début juin se déroule dans l’enceinte de l’Abbaye de Cluny
- Grand Bastringue de Cluny, festival de reggae se déroulant en mai dans le jardin de l’Abbaye de Cluny
- Festival des grands crus de Bourgogne avec "Les Rencontres musicales" à Cluny
- La Paulée de la Côte Chalonnaise de Chalon-sur-Sâone
- Les Automnales du cheval et du poney de Cluny
- Salon des vins et Concours des grands vins de France à Mâcon
- Fête de la Pomme à Cluny

## Les chiffres du tourisme en 2013

### Les sites les plus visités
| Les 26 sites les plus visités                   | Ville                    | Nombre de visiteurs en 2013 | Notes                                                                         |
| ----------------------------------------------- | ------------------------ | --------------------------- | ----------------------------------------------------------------------------- |
| Basilique du Sacré-Cœur                         | Paray-le-Monial          | 475 000                     | Site touristique et lieu de pèlerinage                                        |
| Abbaye Saint-Philibert                          | Tournus                  | 220 000                     | Édifice religieux                                                             |
| Parc des Combes                                 | Le Creusot               | 165 000                     | Parc d'attractions                                                            |
| Touroparc Zoo                                   | Romanèche-Thorins        | 155 499                     | Parc d'attractions et animalier                                               |
| Musée d'Art et d'Archéologie et Abbaye de Cluny | Cluny                    | 128 088                     | Site de l'abbaye                                                              |
| Hameau du vin                                   | Romanèche-Thorins        | 119 759                     | Hameau de Georges Dubœuf, le "roi du beaulolais"                              |
| Communauté de Taizé                             | Taizé                    | 111 630                     | centre œcuménique                                                             |
| Château de Cormatin                             | Cormatin                 | 58 612                      |                                                                               |
| Temple des mille Bouddhas                       | La Boulaye               | 50 000                      | Temple bouddhiste                                                             |
| Cathédrale Saint Lazare                         | Autun                    | 50 000                      | Édifice religieux                                                             |
| Musée Bibracte                                  | Saint-Léger-sous-Beuvray | 40 623                      | Grand site de France, site gaulois, oppidum de Bibracte                       |
| Ecomusée de la Bresse                           | Pierre-de-Bresse         | 36 178                      |                                                                               |
| Acrogivry                                       | Givry                    | 27 103                      |                                                                               |
| Musée de la Préhistoire de Solutré              | Solutré                  | 26 958                      | Grand site de France, site de randonnée, d'escalade, musée de la préhistoire. |
| Musée Nicéphore-Niépce                          | Chalon-sur-Saône         | 26 238                      | Musée de la photographie                                                      |
| Diverti'Parc                                    | Toulon-sur-Arroux        | 26 000                      | Parc d'attractions                                                            |
| Arboretum de Pézanin (gratuit)                  | Dompierre-les-Ormes      | 25 000                      | L'un des plus riches de France                                                |
| Château de Couches                              | Couches                  | 24 259                      |                                                                               |
| Château de Sully                                | Sully                    | 24 095                      |                                                                               |
| Grottes d'Azé                                   | Azé                      | 23 095                      |                                                                               |
| Château de Brancion                             | Brancion                 | 23 100                      | village médiéval                                                              |
| Musée Rolin                                     | Autun                    | 18 226                      |                                                                               |
| Haras national de Cluny                         | Cluny                    | 18 189                      |                                                                               |
| Centre EDEN                                     | Cuisery                  | 15 884                      |                                                                               |
| Château de Pierreclos                           | Pierreclos               | 15 429                      |                                                                               |
| Lab 71                                          | Dompierre-les-Ormes      | 15 154                      | Pôle du conseil général axé sur la science et le développement durable        |

### Les résidences secondaires
Selon le recensement général de la population du 1er janvier 2008, 8,0 % des logements disponibles dans le département étaient des résidences secondaires.
Ce tableau indique les principales communes du département de Saône-et-Loire dont les résidences secondaires et occasionnelles dépassent 10 % des logements totaux.

## Les Offices de tourisme

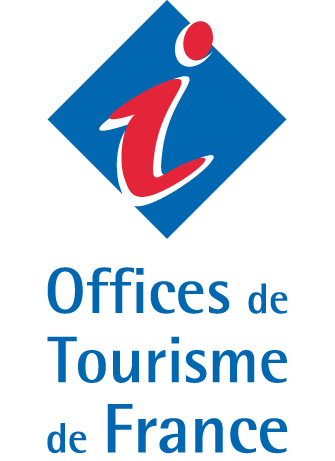

Liste des Offices de Tourisme du département :
Mâconnais et Clunisois
- Office de Tourisme des Verts Vallons de Sud Bourgogne (3 antennes : Dompierre-les-Ormes, Matour et Tramayes),
- Office de tourisme du Mâconnais Val de Saône (2 antennes : Charnay-lès-Mâcon et Mâcon),
- Office de tourisme entre Saône et Vignes du Haut-Mâconnais (Fleurville),
- Office du tourisme de Tournus (Tournus),
- Office de tourisme de Cluny et du Clunisois (Cluny),

Chalonnais
- Office de tourisme de Buxy-Sud Côte chalonnaise (Buxy),
- Agence de tourisme de Chagny (Chagny),
- Office de tourisme et des Congrès du Grand Chalon (2 antennes : Chalon-sur-Saône et Givry),
- Office du tourisme de Saint-Gengoux-le-National (Saint-Gengoux-le-National),
- Office du tourisme entre Saône et Grosne (Sennecey-le-Grand),
- Office du tourisme de Verdun-sur-le-Doubs (Verdun-sur-le-Doubs).

Charolais et brionnais
- Office de tourisme de Charolles (Charolles),
- Office du tourisme de Marcigny-Semur (Marcigny),
- Office du tourisme de Paray-le-Monial (Paray-le-Monial),
- Office du tourisme de La Clayette (La Clayette),
- Office de tourisme du canton de Chauffailles (Chauffailles),

Morvan
- Office de tourisme d'Autun et de l'Autunois (Autun),
- Office de tourisme d'Épinac Vallée de la Drée (Épinac),
- Office de tourisme Beuvray Vallées d'Arroux Mesvrin (Étang-sur-Arroux),
- Office de tourisme autour du couchois (Couches),

Bresse
- Office de tourisme du Pays de la Bresse Bourguignonne (3 antennes : Cuiseaux, Louhans et Cuisery),

Val de Loire
- Office de tourisme de Bourbon-Lancy (Bourbon-Lancy),
- Office de tourisme Digoin Val de Loire (Digoin),
- Office du tourisme de Gueugnon - Communauté de Communes (Gueugnon),

Pays minier
- Office du tourisme du Creusot-Montceau (2 antennes : Le Creusot et Montceau-les-Mines),

## Parc hôtelier
Il existe, au 1er janvier 2017, 184 hôtels en Saône-et-Loire, offrant 5 023 chambres. Les autres hébergements collectifs (résidence de tourisme et village vacances) sont au nombre de 3, comprenant 384 lits au total.
Avec plus de 1 300 000 nuitées en 2013, l'hôtellerie du département concentre 27 % des nuitées bourguignonnes.
En ce qui concerne l'hôtellerie de plein air, la Saône-et-Loire enregistre en 2013 462 386 nuitées (soit plus de 37 % des nuitées régionales).
L'ouverture programmée du futur Center Parcs sur la commune saône-et-loirienne du Rousset devrait permettre une diverification de l'offre touristique du département.

### Campings
La Saône-et-Loire compte 63 terrains de campings comprenant 4 443 emplacements, dont 4 campings avec 4 étoiles (à Dompierre-les-Ormes, Gigny-sur-Saône, Saint-Boil et Issy-l'Évêque)

## L'emploi lié au tourisme en Saône-et-Loire
L'INSEE évalue, en moyenne annuelle, en 2013, à 5 560 le nombre d'emplois générés par le tourisme (maximum de 7 200 emplois atteint en août et un minimum de 4 290 en janvier), soit 2,8 % de l'emploi du département. Par zone touristique l'emploi moyen annuel est de 400 pour la  Bresse, 370 pour l'Autunois , 1 570 pour le Grand Chalon, 570 pour le Creusot-Montceau, 690  pour le Charollais--Brionnais, 1 980   pour le Sud bourgogne.